# Stefania (inslagkrater)
Stefania is een inslagkrater op Venus. Stefania werd in 1985 genoemd naar een Roemeense voornaam.
De krater heeft een diameter van 11,7 kilometer en bevindt zich in het quadrangle Lakshmi Planum (V-7). Met een diameter van 11,7 kilometer is het een van de kleinere kraters op Venus. Omdat veel kleinere meteoroïden uiteenvallen tijdens hun passage door de dichte atmosfeer, zijn er geen kraters kleiner dan 3 kilometer in diameter en zelfs kraters kleiner dan 25 kilometer zijn relatief schaars. Het platform van uitgeworpen materiaal suggereert dat het botsende brokstuk vanuit een schuine hoek contact maakte met het oppervlak. Bij nadere observatie is het mogelijk om secundaire kraters te herkennen, inslaglittekens van blokken die uit de primaire krater werden geworpen. Een kenmerk van deze en vele andere Venusische kraters is een donkere halo op de radarbeelden, welk een glad oppervlak betekent. De hypothese is dat een intense schokgolf het ruw oppervlaktemateriaal heeft verwijderd of verpulverd of dat een deken van fijn materiaal werd afgezet tijdens of na de inslag.